# MLB.com
MLB.com은 메이저 리그 베이스볼 어드밴스드 미디어가 운영하는 메이저 리그 베이스볼의 공식 웹사이트이다. MLB.com은 야구 관련 정보, 뉴스, 통계, 칼럼 등을 제공하고 있다. MLB.tv는 메이저 리그 베이스볼의 경기를 볼 수 있는 인터넷 텔레비전이다.
MLB.com은 야구 뉴스, 통계, 스포츠 칼럼 등 야구 관련 정보를 제공하는 곳이다. MLB.com은 유료 가입자에게 모든 메이저 리그 야구 경기의 온라인 스트리밍 비디오 및 스트리밍 오디오 방송을 제공할 뿐만 아니라 야구 경기의 거의 실시간 스트리밍 박스 스코어인 "gameday"를 무료로 제공하는 상업 사이트이기도 한다. 또한 MLB.com에서는 공식 야구 상품을 판매하고, 사용자가 야구 경기 티켓을 구매할 수 있도록 하며, 판타지 야구 리그를 운영하고, 야구 기념품 경매를 운영한다. MLB.com은 HB 스튜디오와 협력하여 최신 R.B.I 베이스볼도 개발했다.